# Стеклозавода
Посёлок Стеклозавода, официально Стеклозавода, также Стеклозавод — посёлок в Приволжском районе Астраханской области России. Входит в состав Татаробашмаковского сельсовета.

## География
Посёлок находится в юго-восточной части Астраханской области, в дельте реки Волги, на правом берегу рукава Кизань. Примыкает к с. Татарская Башмаковка.
Абсолютная высота -24 метра ниже уровня моря.
Уличная сеть
состоит из 13 объектов: ул. 20 Партсъезда, ул. 40 лет Октября, ул. Бугровая, ул. Гоголя, ул. Имени Большакова, ул. Карла Маркса, ул. Комарова, ул. Ленина, ул. Мира, ул. Набережная, ул. Пушкина, ул. Солнечная, ул. Трудовая.
Климат
умеренный, резко континентальный. Характеризуется высокими температурами летом и низкими — зимой, малым количеством осадков, а также большими годовыми и летними суточными амплитудами температуры воздуха.

## Население
| 2002 | 2010 |
| ---- | ---- |
| 1029 | ↘958 |

Национальный и гендерный состав
По данным Всероссийской переписи, в 2010 году численность населения посёлка составляла 958 человек (456 мужчин и 502 женщины, 47,6 и 52,4 %% соответственно).
Согласно результатам переписи 2002 года, в национальной структуре населения татары составляли 67 % русские, 27 % от общей численности в 1028 человек..

## Инфраструктура
Детский сад «Фиалка».

## Транспорт
Водный транспорт. Поселковые (сельские дороги).